# کوری چیس
کوری چِیس (زاده ۲۵ فوریه ۱۹۸۱ در نیوجرسی) بازیگر پورنوگرافی اهل ایالات متحده آمریکا است.

## زندگی‌نامه
او در بهار سال ۱۹۸۱ در نیوجرسی، ایالات متحده آمریکا متولد شد. او در ابتدای کار خود، تصاویر و ویدیو‌های رابطه جنسی خود و همسرش را در اینترنت منتشر می‎‌کرد. وی در زمانیکه ۲۸ ساله بود در سال ۲۰۰۹ وارد صنعت پورن شد و تاکنون باموفقیت کار خود را ادامه داده‌است. او طی این سال‌ها با شرکت‌های معروفی از جمله برزرز، اویل آنجل، ناتی اِمِریکا و دیجیتال سین کار کرده‌است.

او در سال ۲۰۱۱ زمانیکه ۳۰ سال سن داشت برنده جایزه میلف سال از ای وی ان شد.
1. ↑  «یادکرد1».